# Placenta increta
Si definisce placenta increta quella condizione patologica nella quale i villi coriali penetrano nel miometrio, una condizione che può mostrarsi in seguito al parto.

## Epidemiologia
Si manifesta nel 17% dei casi.

## Terapia
Si interviene con trasfusione immediata (per la possibile emorragia) e isterectomia rapida.